# Beňuš
Beňuš (bis 1927 slowakisch auch „Beňuša“; deutsch Benesch[h]au, ungarisch Benesháza – bis 1886 Benyus) ist eine Gemeinde in der Mitte der Slowakei mit 1145 Einwohnern (Stand 31. Dezember 2024), die zum Okres Brezno, einem Kreis des Banskobystrický kraj gehört und zur traditionellen Landschaft Horehronie gezählt wird.

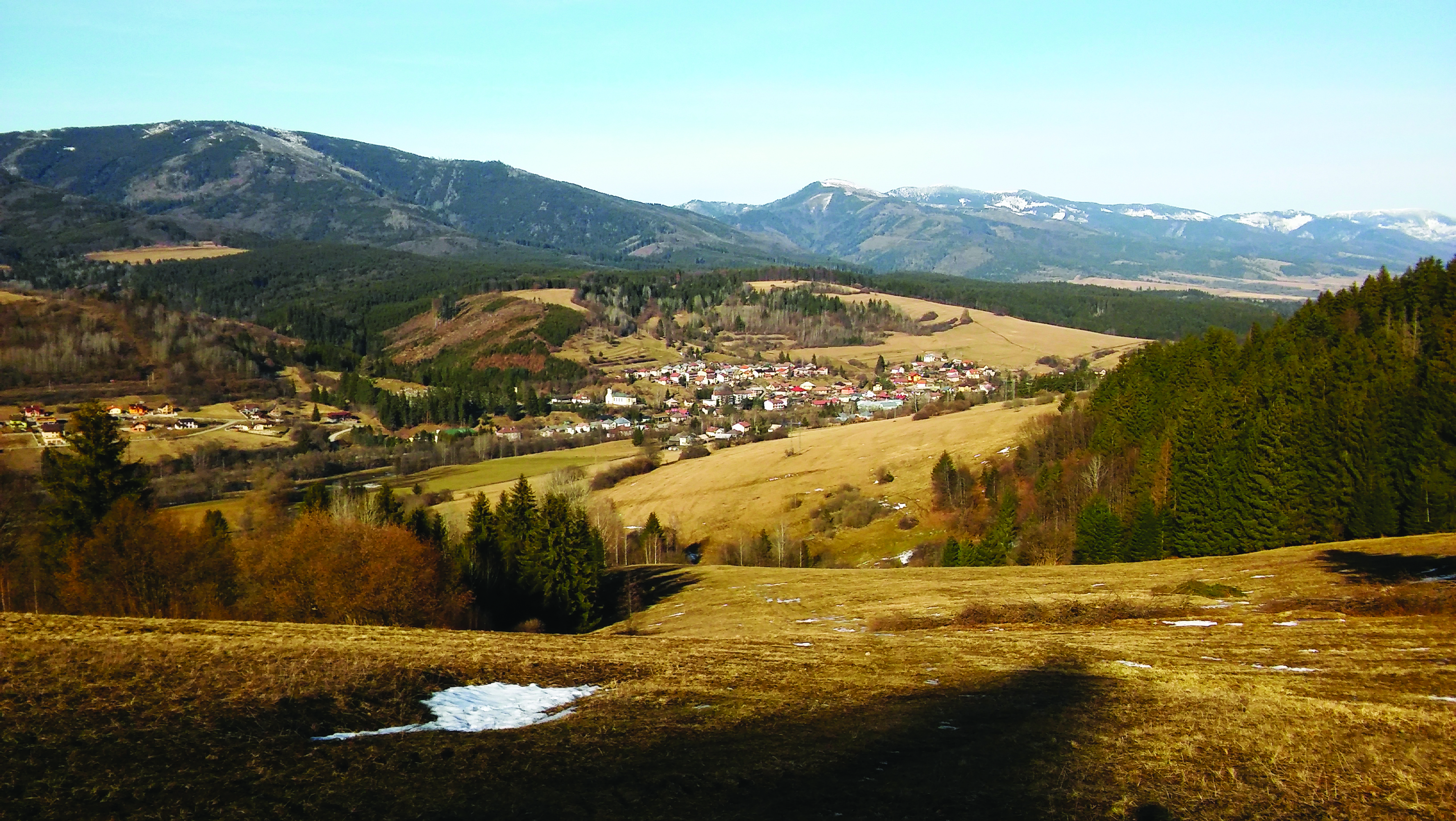
Blick zum Ort

## Geographie
Die Gemeinde befindet sich im Mittelteil der Tallandschaft Horehronské podolie beidseitig des Flusses Hron. Nördlich erhebt sich die Niedere Tatra, während nach Süden Ausläufer des Gebirges Veporské vrchy sichtbar sind. Das 26,78 km² große Gemeindegebiet ist von braunen Waldböden bedeckt, außerhalb des bebauten Gebiets wachsen zumeist Fichtenwälder. Das Ortszentrum liegt auf einer Höhe von 557 m n.m. und ist zehn Kilometer von Brezno entfernt.
Verwaltungstechnisch gliedert sich die Gemeinde in vier Gemeindeteile, diese sind: Beňuš, Filipovo, Gašparovo und Pôbišovo. Des Weiteren war von 1882 bis 1957 die heutige Gemeinde Braväcovo Teil der Gemeinde.

## Geschichte
Der Ort wurde zum ersten Mal 1380 als Beneshawa schriftlich erwähnt und gehörte zeitweise zur Neusohler Bergkammer. Man arbeitete hier als Holzfäller oder Köhler, um umliegende Bergwerke und Hütten versorgen zu können.
1828 zählte man 46 Häuser und 341 Einwohner. Der Ort war bis zur Vertreibung 1945 von mehrheitlich Karpatendeutschen bewohnt und Teil der Deutsch Probener Sprachinsel.

## Bevölkerung
| Jahr                | 1994 | 2004    | 2014    | 2024    |
| ------------------- | ---- | ------- | ------- | ------- |
| Anzahl der Personen | 1186 | 1194    | 1170    | 1145    |
| Unterschied         |      | +0,67 % | −2,01 % | −2,13 % |

| Jahr                | 2023 | 2024    |
| ------------------- | ---- | ------- |
| Anzahl der Personen | 1148 | 1145    |
| Unterschied         |      | −0,26 % |

Nach der Volkszählung 2011 wohnten in Beňuš 1182 Einwohner, davon 1115 Slowaken, 13 Roma, sieben Tschechen und je ein Magyare und Serbe. 45 Einwohner machten keine Angaben. 1002 Einwohner bekannten sich zur römisch-katholischen Kirche, 13 Einwohner zur evangelischen Kirche A. B., sieben Einwohner zur griechisch-katholischen Kirche und 23 Einwohner waren anderer Konfession. 70 Einwohner waren konfessionslos und bei 67 Einwohnern ist die Konfession nicht ermittelt.
Ergebnisse nach der Volkszählung 2001 (1193 Einwohner):
| Nach Ethnie: - 97,15 % Slowaken - 1,42 % Roma - 0,92 % Tschechen | Nach Konfession: - 90,70 % römisch-katholisch - 4,61 % konfessionslos - 2,18 % keine Angabe - 1,34 % evangelisch - 0,42 % griechisch-katholisch |

## Sehenswürdigkeiten
- römisch-katholische Mariä-Himmelfahrt-Kirche im spätbarocken Stil aus dem Jahr 1778
- Nepomuk-Kapelle aus dem Jahr 1810

## Infrastruktur
Die grundlegende Infrastruktur ist teilweise ausgebaut: Es gibt Wasser- und Gasleitungen, es fehlen die Kanalisation sowie der Anschluss an eine Kläranlage. Im Ort sind ein Kindergarten sowie eine Grundschule ansässig; des Weiteren gibt es eine Bücherei sowie ein Postamt. Durch das Dorf verläuft die Straße 1. Ordnung 66 (Banská Bystrica–Brezno–Vernár) und der Bahnhof an der Bahnstrecke Zvolen–Červená Skala wird von mehreren Nahverkehrszügen bedient.